# Mirbelia subcordata
Mirbelia subcordata är en ärtväxtart som beskrevs av Porphir Kiril Nicolai Stepanowitsch Turczaninow. Mirbelia subcordata ingår i släktet Mirbelia och familjen ärtväxter. Inga underarter finns listade i Catalogue of Life.